# Oxalis
Oxalis és un gènere de plantes de la família de les oxalidàcies (Oxalidaceae). A Europa només hi ha espècies silvestres del gènere Oxalis. La majoria d'espècies del gènere Oxalis tenen un gran contingut d'àcid oxàlic per la qual cosa són feblement tòxiques per al bestiar. El gènere inclou un miler d'espècies entre elles:
| - Oxalis acetosella - pa de cucut de bosc, pa de cucut blanc, agrella borda, agreta, agriguella fina - Oxalis adenophylla - Oxalis albicans - Oxalis alpina - Oxalis articulata - Oxalis barrelieri - Oxalis bowiei - Oxalis caerulea - Oxalis corniculata - Oxalis debilis - Oxalis decaphylla - Oxalis dichondrifolia - Oxalis drummondii - Oxalis eggersii - Oxalis enneaphylla - Oxalis europaea - Oxalis fourcadei - Oxalis frutescens - Oxalis grandis - Oxalis hedysaroides - Oxalis hirta - Oxalis illinoensis - Oxalis incarnata | - Oxalis intermedia - Oxalis lasiandra - Oxalis latifolia - Oxalis macrocarpa - Oxalis montana - Oxalis nelsonii - Oxalis oregana - Oxalis pes-caprae - Oxalis priceae - Oxalis purpurea - Oxalis radicosa - Oxalis regnellii - Oxalis repens - Oxalis rosea - Oxalis rubra - Oxalis rugeliana - Oxalis spiralis - Oxalis stricta - Oxalis tetraphylla - Oxalis triangularis - Oxalis trilliifolia - Oxalis tuberosa - Oxalis violacea |